# Brendon Rodney
Brendon Rodney (* 9. April 1992 in Etobicoke) ist ein kanadischer Leichtathlet, der sich auf den Sprint spezialisiert hat.

## Sportliche Laufbahn
Rodney begann im Alter von 17 Jahren mit dem Leichtathletiktraining. 2013 belegte er bei den kanadischen Meisterschaften den vierten Platz im 200-Meter-Lauf und wurde daraufhin für die Universiade in Kasan nominiert. Dort wurde er über 200 Meter Fünfter und gewann mit der kanadischen 4-mal-400-Meter-Staffel die Silbermedaille. 2014 wurde er kanadischer Meister im 200-Meter-Lauf und nahm an den Commonwealth Games in Glasgow teil.
2015 trat Rodney bei den Panamerikanischen Spielen in Toronto an. Über 200 Meter verpasste er als Neunter der Halbfinalrunde den Finaleinzug knapp. Mit der kanadischen 4-mal-100-Meter-Staffel erzielte er im Finale die schnellste Zeit. Allerdings wurde die Mannschaft nachträglich wegen Verlassens der Bahn disqualifiziert und verlor die Goldmedaille. Mehr Glück hatte Rodney einen Monat später bei den Weltmeisterschaften in Peking. Dort belegte er mit der kanadischen Staffel um Aaron Brown, Andre De Grasse und Justyn Warner zunächst den vierten Platz. Die Kanadier rückten jedoch auf den Bronzerang vor, nachdem die zweitplatzierte US-amerikanische Stafette wegen eines Wechselfehlers disqualifiziert worden war.
Bei den Olympischen Spielen 2016 in Rio de Janeiro gewann er zusammen mit Akeem Haynes, Aaron Brown und Andre De Grasse die Bronzemedaille in der 4-mal-100-Meter-Staffel. Außerdem trat er im 200-Meter-Lauf an, schied dort jedoch bereits im Vorlauf aus.
Bei den Olympischen Spielen 2024 in Paris gewann r mit der 4-mal-100-Meter-Staffel die Goldmedaille.
Brendon Rodney studiert Trainingswissenschaften an der Long Island University in Brooklyn.